# ڥ
Ve ou fāʾ trois points souscrits ‹ ڥ › est une lettre additionnelle de l'alphabet arabe utilisée dans l’écriture de certaines variantes de l’arabe comme variante stylistique du fāʾ trois point suscrits ‹ ڤ › et anciennement utilisée dans l’écriture du kabyle et du tchétchène. Elle est composée d’un fāʾ ‹ ف › avec trois points souscrits au lieu d’un point suscrit.

## Utilisation
Elle n'est pas utilisée pour la transcription de l'arabe littéral, mais est utilisée pour représenter une consonne fricative labio-dentale voisée [v] dans l'écriture des dialectes algérien et tunisien. Elle est principalement utilisée dans les mots d’emprunts, par exemple : ‹ ڥيديو ›, « vidéo » ; ‹ ڥيزا ›, « visa ». Dans d’autres variantes de l’arabe, elle est transcrite avec le fāʾ trois points suscrits ‹ ڤ ›, qui peut être confondu avec le qāf trois points suscrits ‹ ڨ › des dialectes algérien et tunisien.
En tchétchène écrit avec l’alphabet arabe utilisé de 1910 à 1925, ‹ ڥ › représente une consonne occlusive éjective bilabiale [pʼ].